# ناثان ويست
ناثان ويست (بالإنجليزية: Nathan West)‏ هو مغني وموسيقي وممثل أمريكي، ولد في 29 سبتمبر 1978 في الولايات المتحدة.

## أعمال

### أفلام
- (2004) ميركال[4][5][6]

## وصلات خارجية
- ناثان ويست على موقع IMDb (الإنجليزية)
- ناثان ويست على موقع قاعدة بيانات الأفلام العربية
- ناثان ويست على موقع ألو سيني (الفرنسية)
- ناثان ويست على موقع أول موفي (الإنجليزية)
- ناثان ويست على موقع قاعدة بيانات الأفلام السويدية (السويدية)
- ناثان ويست على موقع قاعدة بيانات الفيلم (الإنجليزية)
- ناثان ويست على موقع كينوبويسك (الروسية)